# Formula Zero Championship
Formula Zero is de eerste nul-emissie raceklasse voor waterstof- en brandstofcelvoertuigen. De bedoeling van de organisatie is om tijdens het gehele proces van bron tot band geen enkele uitstoot van kooldioxide te veroorzaken. Universiteiten uit de Verenigde Staten en Europa, waaronder TU Delft doen met zelfontworpen karts mee aan het evenement. Het eerste Formula Zero kampioenschap werd gehouden op 22 augustus 2008 in Rotterdam

## Wereldrecord
Op 26 oktober 2006 en in september 2007 heeft de organisatie van Formula Zero het FIA snelheidsrecord gebroken met de Mark 2, de eerste waterstofkart ter wereld. De coureur is Bo Ridder afkomstig uit Den Haag. De records werden gehaald in Rotterdam op de Coolsingel onder niet al te gunstige weg omstandigheden.

## Kampioenschappen

### Eerste Seizoen(2007-2008)
Deelnemende Teams
| #  | Team                      | Universiteit/Bedrijf          | Land                         | Opgericht |
| -- | ------------------------- | ----------------------------- | ---------------------------- | --------- |
| 1  | Greenchoice Forze         | Technische Universiteit Delft | Vlag van Nederland           | 2007      |
| 2  | Imperial Racing Green     | Imperial College Londen       | Vlag van Verenigd Koninkrijk | 2007      |
| 3  | Zero Emission Racing Team | Groep-T                       | Vlag van België              | 2007      |
| 4  | EuplaTech2                | la Universidad de Zaragoza    | Vlag van Spanje              | 2007      |
| 42 | HercUCLAs                 | UCLA                          | Vlag van Verenigde Staten    | 2007      |
| 99 | Element ONE               | Lawrence University           | Vlag van Verenigde Staten    | 2007      |

Formula Zero Kampioenschap 2008-2009:
Vond plaats in het centrum van Rotterdam (Nederland) op 22 augustus 2008.
| #  | Team                      | S | M  | Vlag van Nederland |
| -- | ------------------------- | - | -- | ------------------ |
| 1  | Greenchoice Forze         | 2 | 0  | 2                  |
| 2  | Imperial Racing Green     | 4 | 5  | 9                  |
| 3  | Zero Emission Racing Team | 3 | 3  | 6                  |
| 4  | EuplaTech2                | 0 | 7  | 7                  |
| 42 | HercUCLAs                 | 6 | 10 | 16                 |
| 99 | Element ONE               | 7 | 12 | 19                 |

### Tweede Seizoen (2008-2009)
Deelnemende Teams
| #  | Team                      | Universiteit/Bedrijf          | Land                         | Opgericht |
| -- | ------------------------- | ----------------------------- | ---------------------------- | --------- |
| 1  | Greenchoice Forze         | Technische Universiteit Delft | Vlag van Nederland           | 2007      |
| 2  | Imperial Racing Green     | Imperial College Londen       | Vlag van Verenigd Koninkrijk | 2007      |
| 3  | Zero Emission Racing Team | Groep-T                       | Vlag van België              | 2007      |
| 4  | UnizarTech2               | la Universidad de Zaragoza    | Vlag van Spanje              | 2007      |
| 42 | HercUCLAs                 | UCLA                          | Vlag van Verenigde Staten    | 2007      |
| 99 | Element ONE               | Lawrence University           | Vlag van Verenigde Staten    | 2007      |

Europees Kampioenschap:
Het Europees kampioenschap werd gereden op kart circuits in elk deelnemend land.
| # | Team                      | S | M | Vlag van Verenigd Koninkrijk | S | M | Vlag van Nederland | S | M | Vlag van België | S | M | Vlag van Spanje | Vlag van Europa |
| - | ------------------------- | - | - | ---------------------------- | - | - | ------------------ | - | - | --------------- | - | - | --------------- | --------------- |
| 1 | Greenchoice Forze         | 3 | 7 | 10                           | 3 | 7 | 10                 | 2 | 7 | 9               | 3 | 5 | 8               | 37              |
| 2 | Imperial Racing Green     | 4 | 5 | 9                            | 4 | 5 | 9                  | 4 | 5 | 9               | 4 | 7 | 11              | 38              |
| 3 | Zero Emission Racing Team | 0 | 0 | 0                            | 0 | 3 | 3                  | 0 | 0 | 0               | 0 | 0 | 0               | 3               |
| 4 | UnizartecH2               | 2 | 3 | 5                            | 2 | 0 | 2                  | 3 | 3 | 6               | 2 | 3 | 5               | 18              |

Grand Prix Turijn:
De Grand Prix van Turijn vond plaats op 10-11 oktober in het centrum van Turijn.
Deze race werd georganiseerd in het kader van het Eco-Efficiency congres.
| # | Team                      | S | M | Vlag van Italië |
| - | ------------------------- | - | - | --------------- |
| 1 | Greenchoice Forze         | 3 | 0 | 3               |
| 2 | Imperial Racing Green     | 4 | 5 | 9               |
| 3 | Zero Emission Racing Team | 0 | 7 | 7               |
| 4 | UnizartecH2               | 2 | 3 | 5               |